# Finnair City Bus
Finnair City Bus était un service de bus assuré par Pohjolan Liikenne entre le  centre ville d'Helsinki et l'aéroport d'Helsinki-Vantaa.

## Parcours
Le Finnair City Bus part du terminus d'Elielinaukio, prend Mannerheimintie jusqu'au parc d'Hesperia, d'où il continue sans s'arrêter jusqu'à l'aéroport d'Helsinki-Vantaa. 
Le trajet dure environ 30 minutes.
En chemin de l'aéroport à Helsinki, le bus s'arrête aux arrêts suivants sur demande:
Vantaa:
- Terminaali 2, Terminal 2

Helsinki:
- Käskynhaltijantie
- Käpylän asema
- Käpylänaukio
- Koskelantie
- Vélodrome d'Helsinki
- Mäkelänrinne
- Hattulantie
- Elimäenkatu
- Porvoonkatu
- Linnanmäki
- Ooppera
- Hesperian puisto, Hesperiaparken
- Elielinaukio

## Histoire
Finnair City Bus a été suspendu après que la pandémie de corona a réduit le trafic aérien au printemps 2020.
À l'automne de la même année, Pohjolan Liikenne a annoncé qu'il fermerait complètement le service qui a été parcouru pour la dernière fois le 22 mars 2020.